# Focke-Wulf
Focke-Wulf Flugzeugbau GmbH – niemiecki producent samolotów założony w 1923 roku przez Heinricha Fockego, Georga Wulfa i Wernera Neumanna.

## Historia
Przedsiębiorstwo zostało założone w Bremie 23 października 1923 r. jako Bremer AG Flugzeugbau przez prof. Heinricha Fockego, Georga Wulfa oraz dr. Wernera Naumanna. Niemal natychmiast zmienili jednak nazwę firmy na Focke-Wulf Flugzeugbau AG (później Focke-Wulf Flugzeugbau GmbH).
W 1931 r., pod presją rządu, Focke-Wulf połączone zostało z Albatros Flugzeugwerke z Berlina. Inżynier i pilot z Albatros-Flugzeugwerke, Kurt Tank, został szefem działu technicznego i rozpoczął pracę nad Fw 44 Stieglitz (niem. Szczygieł).
W 1938 r. Hanna Reitsch zaprezentowała Focke-Wulf Fw 61, pierwszy w pełni kontrolowany w locie śmigłowiec. 10 sierpnia 1938, Fw 200 wykonał bez przerwy lot między Berlinem a Nowym Jorkiem, skracając czas podróży do 24 godzin i 56 minut. Powrót odbył się 13 sierpnia 1938 i zajął 19 godzin i 47 minut. Loty te upamiętnione są tablicą na Böttcherstraße w Bremie. Fw 190 Würger, zaprojektowany w 1938 roku i produkowany masowo od początku 1941 roku, był jednym z najlepszych myśliwców Luftwaffe przez większość II wojny światowej.
Powtarzające się bombardowania Bremy podczas II wojny światowej, doprowadziły do przeniesienia części produkcji na tereny wschodnich Niemiec (m.in. do Żar) i okupowanej Polski, gdzie wykorzystywano zagranicznych robotników przymusowych, a od 1944 roku także jeńców wojennych. W latach 60. XX wieku ITT Corporation wygrała 27 milionów dolarów odszkodowania za szkody wyrządzone na jej udziale w Focke-Wulfie przez alianckie bombardowania fabryk.
Fabryka w Marienburgu produkowała około połowy wszystkich Fw 190 dla Luftwaffe, jednak została zbombardowana przez amerykańską 8 Armię Powietrzną 9 października 1944 roku.
Od lat 1947–1955 wielu inżynierów z Focke-Wulf (w tym Kurt Tank) pracowało dla Instituto Aerotécnico w Córdobie. Od 1951 roku firma rozpoczęła produkcję szybowców i samolotów bezsilnikowych. W 1961 Focke-Wulf, Weserflug i Hamburger Flugzeugbau połączyły siły w Entwicklungsring Nord (ERNO), by kontynuować rozwój rakiet. Focke-Wulf formalnie połączył się z Weserflug w 1964 roku, tworząc Vereinigte Flugtechnische Werke (VFW), które po kilku dalszych fuzjach jest obecnie częścią European Aeronautic Defence and Space Company (EADS).

## Wybrane samoloty
- Focke-Wulf A 16 – pierwszy samolot wytwórni
- Focke-Wulf Fw 44 Stieglitz
- Focke-Wulf Fw 56 Stösser
- Focke-Wulf Fw 57
- Focke-Wulf Fw 58 Weihe
- Focke-Wulf Fw 61 – prototyp śmigłowca
- Focke-Wulf Fw 62
- Focke-Wulf Ta 152 – myśliwiec
- Focke-Wulf Ta 154 Moskito – nocny myśliwiec
- Focke-Wulf Fw 159 – prototyp myśliwca
- Focke-Wulf Ta 183
- Focke-Wulf Fw 186
- Focke-Wulf Fw 187 Falke
- Focke-Wulf Fw 189 Uhu
- Focke-Wulf Fw 190 Würger
- Focke-Wulf Fw 200 Kondor
- Focke-Wulf Fw 259 Frontjäger
- Focke-Wulf Ta 400